# Safe as Milk
Safe as Milk är gruppen Captain Beefheart and the Magic Bands debutalbum, utgivet 1967. Albumet utgavs på det då nystartade skivbolaget Buddah Records i USA, och på Pye Records i Storbritannien. Albumet blev ingen kommersiell framgång och nådde inte listplacering i något land. Ry Cooder medverkar som gitarrist och arrangör på några av skivans låtar. Captain Beefheart gjorde sedan även en låt med titeln "Safe as Milk" som kom med på albumet Strictly Personal.
Captain Beefhearts debutalbum är kanske ett av hans minst experimentella album, i alla fall i jämförelse med hans allmänt ansedda mästerverk Trout Mask Replica. Även här finns dock märkliga rytmer och texter som till exempel i "Abba Zaba". Flera av låtarna innehåller sektioner som musikaliskt drar åt deltablues-hållet.
Den brittiska gruppen Edgar Broughton Band hade 1970 en mindre hit i Storbritannien med låten "Apache Dropout" vilken var en mix av "Droput Boogie" från detta album och The Shadows låt "Apache". Låten "Electricity" har spelats in av Sonic Youth och togs 2007 med på deluxe-utgåvan av albumet Daydream Nation.
Albumet förekommer i filmen High Fidelity där Jack Blacks karaktär Barry, ett skivbutiksbiträde, vägrar sälja en originalutgåva av albumet till en desperat skivsamlare.

## Låtlista
Alla sånger av Herb Berman och Don Van Vliet utan der annat angivits. Alla CD-versionens bonusspår av Don Van Vliet.
Sida A
1. "Sure 'Nuff 'N Yes I Do" – 2:15
2. "Zig Zag Wanderer" – 2:40
3. "Call on Me" (Van Vliet) – 2:37
4. "Dropout Boogie" – 2:32
5. "I'm Glad" (Van Vliet) – 3:31
6. "Electricity" – 3:07

Sida B
1. "Yellow Brick Road" – 2:28
2. "Abba Zaba" (Van Vliet) – 2:44[6]
3. "Plastic Factory" (Bermann, Jerry Handley, Van Vliet) – 3:08
4. "Where There's Woman" – 2:09
5. "Grown So Ugly (Robert Peter Williams) – 2:27
6. "Autumn's Child" – 4:02

CD bonusspår
1. "Safe as Milk (Take 5)" – 4:13
2. "On Tomorrow" – 6:56
3. "Big Black Baby Shoes" – 4:50
4. "Flower Pot" – 3:55
5. "Dirty Blue Gene" – 2:43
6. "Trust Us (Take 9)" – 7:22
7. "Korn Ring Finger" – 7:26

## Medverkande
Captain Beefheart and his Magic Band
- Don Van Vliet – sång, basmarimba, munspel, theremin
- Alex St. Clair Snouffer – gitarr, bakgrundssång, basgitarr, slagverk
- Ry Cooder – gitarr, slidegitarr, basgitarr, slagverk
- Jerry Handley – basgitarr, bakgrundssång
- John French – trummor, bakgrundssång, slagverk

Bidragande musiker
- Samuel Hoffman – theremin
- Milt Holland – slagverk
- Taj Mahal – slagverk
- Russ Titelman – gitarr

Produktion
- Richard Perry – producent (vid RCA Studio), cembalo
- Bob Krasnow – producent
- Hank Cicalo – ljudtekniker (vid RCA Studio)
- Gary Marker – ljudtekniker (demos vid Original Sound & Sunset Sound)